# Dasylobus cyrenaicus
Dasylobus cyrenaicus is een hooiwagen uit de familie echte hooiwagens (Phalangiidae).